# Sperlari
Sperlari è un'azienda italiana specializzata nella produzione di caramelle, torrone, torroncini, mostarda e dolcificanti.
Fondata nel 1836 da Enea Sperlari, ha sede a Cremona e dal 2017 è controllata dal gruppo tedesco Katjes International Gmbh.

## Storia
Nel 1836 Enea Sperlari avvia a Cremona un negozio di specialità tipiche dolciarie della città come torrone e mostarda, che ha talmente successo da diventare presto popolare anche al di fuori del territorio locale: la fama dei suoi prodotti si diffonde persino negli Stati Uniti nelle comunità d'immigrati italiani.
Nel 1935 la proprietà è ceduta alla Pernigotti. Negli anni Cinquanta la produzione si allarga alle caramelle, facendo diventare il marchio Sperlari uno dei più prestigiosi del settore, soprattutto con l'invenzione del cofanetto Sperlari, una lussuosa confezione regalo di caramelle, simile a quelle che fino a quel momento erano state usate per i cioccolatini.
Nel 1981 l'americana H. J. Heinz Company rileva Sperlari da Pernigotti, mentre nel 1986 la società fa la sua prima acquisizione, l'azienda valtellinese di caramelle Scaramellini.
Nel 1991 entrano nel gruppo le Galatine, in precedenza prodotte dalla Polenghi Lombardo. Nel 1993 la Hershey Foods Corporation, tramite "Hershey Holding Corp.", diventa il nuovo azionista dell'azienda pagandola 120 milioni di dollari. Nel 1997 la finlandese Huhtamaki OYJ acquista la Sperlari: in questo periodo con Dietorelle e successivamente Socalbe forma il gruppo Leaf Italia S.r.l.. Viene poi rivenduta nel 1999 alla CSM N.V..
Nel 2005 "CVC Capital Partners" e "Nordic Confectionery Limited" (Nordic Capital) acquisiscono per 850 milioni di dollari il 100% di "Leaf International B.V." a cui fa capo "Leaf Italia". Nel 2007 rileva la SAILA dopo avere già acquisito la Pasticca del Re Sole.
Il 16 febbraio 2012 la svedese Cloetta, quotata alla Borsa di Stoccolma e specializzata nella produzione di cioccolato, perfeziona la fusione con Leaf International (di cui Sperlari faceva parte tramite Leaf Italia), che raggruppa gli stabilimenti di Cremona, il più importante, Gordona (SO), San Pietro in Casale (BO) e Silvi Marina (TE). Tre anni più tardi vi è un cambiamento di strategia.
Nel mese di settembre 2017 nuovo cambio di proprietà: gli svedesi cedono la società per un valore di circa 46,5 milioni di euro ai tedeschi del Gruppo Katjes International, i quali hanno raggruppato i quattro stabilimenti italiani in una nuova società, la Sperlari s.r.l.
Nel 2018 Sperlari ritorna dopo tanto tempo in tv con uno spot natalizio, torna a produrre caramelle con il marchio Sperlari, torna a crescere con tutto il portafoglio prodotti. L'azienda, in cui l'export incide solo per il 10%, ha intenzione di crescere all'estero.

## Prodotti

### Caramelle
L'elemento principale dell'intera produzione di Sperlari sono proprio le caramelle: ogni giorno ne vengono prodotte, soltanto a Cremona, ben 5 milioni di caramelle, per un totale di 8000 tonnellate annue; ne esistono di diverse linee, fra cui le Gran Gelées, le Caffè Lavazza (su licenza di quest'ultima), le balsamiche Club e, dal 1991, le Galatine. La capogruppo detiene in portafoglio le consociate Saila, Dietorelle e Dietor, ed è licenziataria per l'Italia della distribuzione delle caramelle Halls e Hollywood, oltre che delle patatine Pringles.

### Torrone
Tipico prodotto dolciario della tradizione cremonese, la Sperlari ne produce quattro varianti: classico o morbido, e alle nocciole o alle mandorle.

### Torroncini
Versioni "Mignon" del classico torrone, confezionati singolarmente, i torroncini vengono anch'essi prodotti nelle varianti classica (dura), morbida, o al cioccolato.

### Mostarda
Tipica conserva della tradizione culinaria delle province di Cremona e Mantova, la mostarda è uno dei primissimi prodotti della Sperlari.

## Negozio Sperlari
Il negozio Sperlari, che si trova in via Solferino 25 a Cremona, è il più vecchio negozio della città. Il negozio possiede infatti la più antica licenza di vendita al dettaglio della provincia. Esso  divenne fornitore della Real Casa sia della Regina Madre Margherita di Savoia nel 1921, sia del Principe di Piemonte Umberto II di Savoia nel 1929. Il locale è il tipico negozio dell'800 arricchito da boiserie e vetri con decori satinati. Durante il restauro del 2011 sono stati scoperti affreschi del settecento sul soffitto. Il negozio fa parte dei locali storici d'Italia.